# Allemagne au Concours Eurovision de la chanson 2011
L'Allemagne est le pays hôte de ce Concours Eurovision de la chanson 2011. Ils ont choisi Lena Meyer-Landrut, la gagnante de l'année dernière afin de remettre son titre en jeu.
12 chansons ont été mises en compétition et réparties dans deux demi-finales qui ont eu lieu les 31 janvier 2011 et 7 février 2011.
Lena Meyer-Landrut est passée en 16e position après Zdob și Zdub en Moldavie et avant Hotel FM en Roumanie avec la chanson Taken by a Stranger. Elle finira à la 10e place avec 107 points et remettra le trophée de cette édition à Ell et Nikki avec la chanson Running Scared, en Azerbaïdjan.

## Unser Song für Deutschland
À la conférence de presse du Concours 2010, Stefan Raab a annoncé que Lena représentera l'Allemagne pour 2011 pour défendre son titre. L'ARD n'a cependant pas confirmé la nouvelle jusqu'au 30 juin 2010. En décembre 2010, le directeur des divertissements, Thomas Schreiber, a dit dans une interview que la chanson serait sélectionnée par le télévote pendant trois émissions en direct, deux demi-finales sur ProSieben et la finale sur Das Erste, confirmant de ce fait plus tôt les rapports des médias. La NDR, confirma ces trois émissions qui seront diffusés les 31 janvier 2011 et le 7 février 2011 pour les demi-finales, et le 18 février 2011 pour la finale. Six chansons seront présentées dans chacune des deux demi-finales, et trois de chaque demi-finales iront en finales.
Les trois émission seront présentées, comme l'année précédente, par Sabine Heinrich et Matthias Opdenhövel.
Le 27 janvier 2011, l'ARD a annoncé les six membres du jury de la compétition :
Jurés de la première demi-finale le 31 janvier :
- Der Graf, chanteur du groupe allemand Unheilig ;
- Stefanie Kloß, chanteuse du groupe allemand Silbermond.

Jurés de la seconde demi-finale le 7 février :
- Anke Engelke, comédienne, chanteuse et présentatrice du Concours Eurovision de la chanson 2011 ;
- Joy Denalane, chanteuse soul.

Jurés de la finale du 18 février :
- Barbara Schöneberger, présentatrice et chanteuse ;
- Adel Tawil, chanteur du groupe allemand Ich + Ich.

Stefan Raab complètera le jury dans les trois émissions.
| # | Chanson               | Compositeurs                                          | Qualification |
| - | --------------------- | ----------------------------------------------------- | ------------- |
| 1 | "Good news"           | Audra Mae & Ferras Alqaisi (m et p)                   | Disqualifiée  |
| 2 | "Maybe"               | Daniel Schaub & Pär Lammers (m et p)                  | Qualifiée     |
| 3 | "I like you"          | Rosi Golan & Johnny McDaid (m et p)                   | Disqualifiée  |
| 4 | "That again"          | Stefan Raab (m et p)                                  | Disqualifiée  |
| 5 | "Taken by a stranger" | Gus Seyffert, Nicole Morier, Monica Birkenes (m et p) | Qualifiée     |
| 6 | "What happened to me" | Lena Meyer-Landrut & Stefan Raab (m et p)             | Qualifiée     |

### Unser Song für Deutschland 2011 - Demi-finale 2
Le 7 février 2011.
Jury :
- Stefan Raab ;
- Anke Engelke ;
- Joy Denalane.

| Passage | Chanson             | Compositeurs                                           | Note         |
| ------- | ------------------- | ------------------------------------------------------ | ------------ |
| 1       | "A Million and One" | Errol Rennalls & Stavros Ioannou                       | Qualifiée    |
| 2       | "Teenage Girls"     | Viktoria Hansen, Lili Tarkow-Reinisch, Yacíne Azeggagh | Disqualifiée |
| 3       | "Push Forward"      | Daniel Schaub & Pär Lammers                            | Qualifiée    |
| 4       | "At All"            | Aloe Blacc                                             | Disqualifiée |
| 5       | "A Good Day"        | Audra Mae, Todd Wright, Scott Simons                   | Disqualifiée |
| 6       | "Mama Told Me"      | Stefan Raab & Lena Meyer-Landrut                       | Qualifiée    |

### Finale
le 18 février 2011.
Jury :
- Stefan Raab ;
- Barbara Schöneberger ;
- Adel Tawil.

| Passage | Chanson               | Compositeurs                                 | Note           |
| ------- | --------------------- | -------------------------------------------- | -------------- |
| 1       | "Maybe"               | Daniel Schaub & Pär Lammers                  | Disqualifiée   |
| 2       | "What Happened to Me" | Lena Meyer-Landrut & Stefan Raab             | Disqualifiée   |
| 3       | "Push Forward"        | Daniel Schaub & Pär Lammers                  | Superfinaliste |
| 4       | "Mama Told Me"        | Lena Meyer-Landrut & Stefan Raab             | Disqualifiée   |
| 5       | "A Million and One"   | Erroll Rennalls & Stavros Ioannou            | Disqualifiée   |
| 6       | "Taken by a Stranger" | Gus Seyffert, Nicole Morier, Monica Birkenes | Superfinaliste |

#### Super finale
| Passage | Chanson               | Compositeurs                                 | Note |
| ------- | --------------------- | -------------------------------------------- | ---- |
| 1       | "Push Forward"        | Daniel Schaub & Pär Lammers                  | 21 % |
| 2       | "Taken by a Stranger" | Gus Seyffert, Nicole Morier, Monica Birkenes | 79 % |

## À l'Eurovision
L'Allemagne est l'hôte du Concours Eurovision de la chanson 2011, un membre du « Big 5 » et est donc qualifié en finale, le 14 mai 2011. Le pays votera dans la seconde demi-finale.

## Carte postale
L'édition 2011, la carte postale débute par un plan sur la grande gagnante de l'édition précédente et la représentante allemande, Lena Meyer-Landrut, qui s'apprêtaient à monter sur la scène. Le nom inscrit "Germany" alors pays hôte du concours, apparaissait ensuite à l'écran, avec le logo illuminé aux couleurs du drapeau national. S'ensuivait une courte vidéo mettant en scène des ressortissants du pays, vivant depuis l'ESPRIT Arena à Düsseldorf sous le nom "ESPRIT Arena Home of the ESC 2011" avec les présentateurs, techniciens, journalistes et les représentants du concours de cette édition avec le nom inscrit "Anke, Stefan and Judith from Germany". La vidéo se terminait par l'apparition dans la salle, du slogan, traduit par son énonciation par les ressortissants par la langue allemande "Hören Sie auf Ihren Herzschlag!" Le logo illuminé aux couleurs du drapeau réapparaissait à l'écran, concluant la séquence.